# Преградинка
Прегра́динка (рос. Преградинка) — селище у складі Благовіщенського району Алтайського краю, Росія. Входить до складу Суворовської сільської ради.

## Населення
Населення — 345 осіб (2010; 437 у 2002).
Національний склад (станом на 2002 рік):
- росіяни — 88 %